# 宕昌國
宕昌，其族称为宕昌羌，是中國十六國時期末期至南北朝期間的一個羌族所建立的政權，其地相當於今中國甘肅省南部，都城宕昌城（今中國甘肅省宕昌縣西），首領姓梁，史籍第一位有記載的首領是梁勤。
根據《魏書》及《周書》記載，宕昌在梁勤以前「姓別自為部落，各立酋帥，皆有地分，不相統攝。」且「俗皆土著，居有屋宇，其屋織犛牛尾及羖羊毛覆之。國無法令，無徭賦。惟戰伐之時，乃相屯聚，不然則各事生業，不相往來。皆衣裘褐。收養犛牛、牛、豕以供其食。父子、伯叔、兄弟死者，即以繼母、世叔母及嫂、弟婦等為妻。欲無文字，但候草木榮落，記其歲時。三年一相聚，殺牛羊以祭天。」
後來梁勤首先自稱宕昌王，梁勤及其後繼者，往往向比鄰的南北朝政權納貢，並受冊封。《南齊書》載此時宕昌的習俗是「俗重虎皮，以之送死，國中以為貨。」
北周武帝保定四年（564年），當時的宕昌王梁彌定因屢犯北周，北周武帝大怒，命大將田弘討滅宕昌國，並在原地設立宕州，宕昌自此滅亡。

## 宕昌君主列表
| 姓名        | 在位時间                            |
| ----------- | ----------------------------------- |
| 梁勤        |                                     |
| 梁彌忽      | 约424年                             |
| 梁虎子      |                                     |
| 梁彌治      | ?年—478年                           |
| 梁彌機      | 478年—485年                         |
| 梁彌博 (前) | 485年                               |
| 梁彌頡      | 485年—488年                         |
| 梁彌承      | 488年—?年                           |
| 梁彌頜      | ?年—502年                           |
| 梁彌邕      | 502年—?年                           |
| 梁彌博 (後) | 约505年                             |
| 梁彌泰      |                                     |
| 梁仚定      | ?年—541年                           |
| 梁彌定      | 第一次541年—550年 第二次550年—564年 |
| 梁獠甘      | 550年                               |

## 延伸阅读
[在维基数据编辑]
 《南齊書·卷59》，出自萧子显《南齊書》
 《梁書/卷54》，出自姚思廉《梁書》
 《周書·卷49》，出自令狐德棻《周書》